# NOAD in het seizoen 1966/67
Het seizoen 1966/1967 was het 13e jaar in het bestaan van de Tilburgse betaaldvoetbalclub NOAD. De club kwam uit in de Tweede divisie en eindigde daarin op de 11e plaats.

## Wedstrijdstatistieken

### Tweede divisie
|       | AGOVV | Baronie | EDO   | Excelsior | Fortuna | Gooiland | Haarlem | Heerenveen | Helmondia '55 | Hermes DVS | Hilversum | HVC   | Limburgia | PEC   | Roda JC | Tubantia | Veendam | FC VVV | Wageningen | Wilhelmina | ZFC   | Zwolsche Boys |
| ----- | ----- | ------- | ----- | --------- | ------- | -------- | ------- | ---------- | ------------- | ---------- | --------- | ----- | --------- | ----- | ------- | -------- | ------- | ------ | ---------- | ---------- | ----- | ------------- |
| Thuis | 3 – 1 | 0 – 1   | 1 – 0 | 0 – 5     | 1 – 0   | 0 – 1    | 0 – 3   | 5 – 1      | 4 – 0         | 0 – 0      | 0 – 2     | 3 – 1 | 2 – 2     | 0 – 1 | 1 – 0   | 4 – 1    | 0 – 1   | 1 – 1  | 3 – 0      | 0 – 2      | 1 – 0 | 2 – 1         |
| Uit   | 0 – 1 | 8 – 1   | 1 – 2 | 1 – 0     | 4 – 0   | 2 – 3    | 5 – 1   | 0 – 1      | 1 – 2         | 1 – 2      | 1 – 1     | 2 – 2 | 1 – 0     | 1 – 0 | 1 – 1   | 0 – 4    | 1 – 1   | 2 – 2  | 0 – 4      | 2 – 2      | 0 – 2 | 1 – 3         |

## Statistieken NOAD 1966/1967

### Eindstand NOAD in de Nederlandse Tweede divisie 1966 / 1967
| Stand | Gespeeld | Gewonnen | Gelijk | Verloren | Punten | Doelpunten voor | Doelpunten tegen |
| ----- | -------- | -------- | ------ | -------- | ------ | --------------- | ---------------- |
| 11e   | 44       | 21       | 9      | 14       | 51     | 66              | 59               |

### Topscorers
| Competitie \| # \| Naam \| \| \| ---------------- \| --------------------- \| -- \| \| 1. \| Bart Stovers \| 13 \| \| 2 \| Wil Uyens \| 12 \| \| 3. \| Ad Brekelmans \| 9 \| \| 3. \| Henk Zieltjens \| 9 \| \| 5. \| Hens Maas \| 8 \| \| 6. \| Harrie van der Velden \| 5 \| \| 7. \| Jacques van Ranzow \| 3 \| \| 8. \| Ad de Beer \| 1 \| \| 8. \| Tony Janssen \| 1 \| \| 8. \| Guus Leyten \| 1 \| \| 8. \| Gerard Netten \| 1 \| \| 8. \| Theo Simons \| 1 \| \| Eigen doelpunten \| \| \| \| – \| Rob Bults (Tubantia) \| 1 \| \| – \| Henk Georg (Veendam) \| 1 \| \| Totaal \| Totaal \| 66 \| |                       |      |
| # | Naam                  | Goal |
| 1. | Bart Stovers          | 13   |
| 2 | Wil Uyens             | 12   |
| 3. | Ad Brekelmans         | 9    |
| 3. | Henk Zieltjens        | 9    |
| 5. | Hens Maas             | 8    |
| 6. | Harrie van der Velden | 5    |
| 7. | Jacques van Ranzow    | 3    |
| 8. | Ad de Beer            | 1    |
| 8. | Tony Janssen          | 1    |
| 8. | Guus Leyten           | 1    |
| 8. | Gerard Netten         | 1    |
| 8. | Theo Simons           | 1    |
| Eigen doelpunten |                       |      |
| – | Rob Bults (Tubantia)  | 1    |
| – | Henk Georg (Veendam)  | 1    |
| Totaal | Totaal                | 66   |

## Voetnoten
AGOVV · Baronie · EDO · Excelsior · Fortuna · Gooiland · Haarlem · Heerenveen · Helmondia '55 · Hermes DVS · Hilversum · HVC · Limburgia · NOAD · PEC · Roda JC · Tubantia · Veendam · FC VVV · Wageningen · Wilhelmina · ZFC · Zwolsche Boys